# Camponotus laevigatus
Camponotus laevigatus é uma espécie de inseto do gênero Camponotus, pertencente à família Formicidae.